# Rebirth
Rebirth (на български: Презареждане) е четвъртият албум на американската певица/актриса Дженифър Лопес, издаден през февруари 2005 г. Включва в себе си 12 музикални изпълнения, два от които са хитовите сингли „Get Right“ и „Hold You Down“.

## Списък с песните

### Оригинален траклист
1. Get Right – 3:45
2. Step Into My World – 4:05
3. Hold You Down (с Fat Joe) – 4:33
4. Whatever You Wanna Do – 3:49
5. Cherry Pie – 4:06
6. I Got U – 3:57
7. Still Around – 3:22
8. Ryde or Die – 4:03
9. I, Love – 3:42
10. He'll Be Back – 4:18
11. (Can't Believe) This Is Me – 4:44
12. Get Right (с Fabolous) – 3:51

### Японско издание
1. Get Right (инструментал) – 3:45

### Лимитирано и DualDisc издание
1. Rebirth Documentary – 6:29
2. Get Right (виедоклип) – 5:13
3. Get Right (с Fabolous) (видеоклип) – 3:58